# Локарнський інститут сонячних досліджень
Інститут сонячних досліджень Альдо та Челе Дакко (італ. Istituto ricerche solari Aldo e Cele Daccò, IRSOL) — науково-дослідний інститут у Швейцарії, який спеціалізується на спектральних і поляриметричних спостереженнях Сонця.

## Історія
Центр був побудований Геттінгенським університетом з Німеччини у 1960 році. 1984 року за угодою з Німецьким дослідницьким фондом інститут придбала Асоціація Локарнського інституту сонячних досліджень. Інститут очолив Мікеле Біанда. У 1987 році обсерваторія перейшла в підпорядкування Фундації Локарнського інституту сонячних досліджень (італ. Fondazione Istituto Ricerche Solari Locarno, FIRSOL).
З 2015 року IRSOL є асоційованим науково-дослідним інститутом Університету Італійської Швейцарії у Лугано, а з 2021 року входить до складу цього університету. Після виходу Мікеле Біанди на пенсію, у 2022 році інститут очолила на себе Світлана Бердюгіна. У 2023 році IRSOL та Фонд змінили свою назву на Інститут сонячних досліджень Альдо та Челе Дакко.
У 2000 році на честь інституту назвали астероїд 75569 IRSOL, відкритий Стефано Спосетті.

## Дослідження
Дослідження Локарнського інституту сонячних досліджень в основному зосереджені на фізиці Сонця. Цілями інституту є вивчення фізичних умов в атмосфері Сонця з особливим акцентом на його магнетизмі та пов'язаних з ним фізичних процесах. Станом на 2024 рік дослідження інституту зосереджені на таких основних галузях:
- теоретичне моделювання поляризованого випромінювання в сонячній атмосфері
- сонячний магнетизм і космічна погода
- спостереження та прилади
- магнітогідродинамічне моделювання сонячних та зоряних атмосфер

## Обладнання
Інститут має обсерваторію, оснащену телескопом системи Грегорі-Куде з апертурою 45 см, а також спеціалізованими інструментами в для сонячної фізики, такими як інтерференційні фільтри Фабрі-Перо, поляриметр ZIMPOL-3 (англ. Zurich IMAging POLarimeter), адаптивна оптика.
Поляриметр ZIMPOL-3 розробила група Яна Стенфло у Федеральній вищій технічній школі Цюриха, після цього Локарнський інститут сонячних досліджень та Університет прикладних наук італійської Швейцарії працювали над удосконаленням інструменту. ZIMPOL-3 здатний збирати високоточні спектрополяриметричні вимірювання Сонця, які Локарнський інститут сонячних досліджень широко використовує у своїх дослідженнях.